# Noa (nome)
Noa (in alfabeto ebraico: נוֹעָה) è un nome proprio di persona ebraico femminile.

## Origine e diffusione
Il nome, traslitterato anche come No'ah e Noah, deriva da una radice che significa "movimento". 
È presente nell'Antico Testamento, dove è portato da una delle figlie di Zelofcad, che ereditarono le proprietà del padre il quale non aveva figli maschi (Libro dei Numeri, 27:1-11). 
Va notato che è quasi omografo a Noah, la forma ebraica di Noè, ma i due nomi non sono correlati. Inoltre, coincide con un nome giapponese femminile (formato dai kanji 乃, no, una particella possessiva, e 愛, a, "amore", "affetto").

## Onomastico
Questo nome è adespota, in quanto non esistono sante chiamate così. L'onomastico si festeggia dunque il 1º novembre, giorno di Ognissanti.

## Persone
- Noa, cantante israeliana
- Noa Ganor, cestista israeliana
- Noa Kirel, cantante, attrice e conduttrice televisiva israeliana

## Il nome nelle arti
- Noa, nome scelto nell'adattamento italiano per Non Gou, rivale della protagonista, nell'anime giapponese Bia la sfida della magia.